# For Lovers Only
For Lovers Only es una película estadounidense, estrenada el 29 de mayo de 2011 en el Festival de Cine de Zlín (República Checa), escrita por Mark Polish y dirigida por Michael Polish, conocidos también como los hermanos Polish.

## Sinopsis
Un fotógrafo estadounidense recibe una oferta de trabajo para realizar varios reportajes fotográficos en París y sin pensarlo un segundo, emprende su viaje hacia Europa para asentarse en la capital francesa.
Durante su estancia allí, se encuentra con un antiguo amor que provocará muchos cambios en la vida de ambos al comenzar a recordar los buenos momentos que pasaron juntos. Deciden realizar un viaje a lo largo de Francia utilizando como medios de transporte el tren, el coche y la moto para huir juntos y volver a disfrutar de aquel amor que sentían el uno por el otro y que ya creían olvidado.

## Reparto
- Mark Polish como Yves.
- Stana Katic como Sofía.[3]
- Jean-Claude Thibaut como fotógrafo.
- Jean-Mark Thoussaint como conductor.
- André Saraiva como amigo de Yves.
- Tara Subkoff como novia de Yves (voz).
- Logan Polish como hija de Yves (voz).
- Anne Macina como agente.
- Angus MacDonald como el hombre del pasillo.
- Cary Gries como David (voz).

## Nominaciones

### Festival Internacional de Cine de Oldemburgo
| Año  | Categoría                                          | Resultado |
| ---- | -------------------------------------------------- | --------- |
| 2011 | German Independence Award - Premio de la audiencia | Nominada  |